# Sylwia Bogacka
Sylwia Katarzyna Bogacka (ur. 3 października 1981 w Jeleniej Górze) – polska strzelczyni specjalizująca się w strzelaniu z karabinu, wicemistrzyni olimpijska (2012).

## Życiorys
Zamieszkała w Zielonej Górze. Została zawodniczką klubu sportowego Gwardia Zielona Góra. Czterokrotnie brała udział w letnich igrzyskach olimpijskich w Atenach (2004), Pekinie (2008), Londynie (2012) i Rio de Janeiro (2016). Na igrzyskach olimpijskich w 2012 w Londynie zdobyła srebrny medal w strzelaniu z karabinu pneumatycznego na 10 m. Została także indywidualną srebrną medalistką mistrzostw świata z 2006. Zdobyła również m.in. złoty medal mistrzostw świata w drużynie (2014), a kilka medali mistrzostw Europy w drużynie. Wielokrotnie zdobywała medale mistrzostw Polski, uzyskiwała także medale na wojskowych mistrzostwach świata.
Została żołnierzem Wojska Polskiego, uzyskała stopień kaprala. Absolwentka Szkoły Mistrzostwa Sportowego w Szklarskiej Porębie. Podjęła studia z socjologii na Uniwersytecie Zielonogórskim.

## Osiągnięcia sportowe

### Igrzyska olimpijskie
| Igrzyska | Miejscowość    | Konkurencja                               | Kwalifikacje | Kwalifikacje | Finał                   | Finał                   |
| Igrzyska | Miejscowość    | Konkurencja                               | Wynik        | Pozycja      | Wynik                   | Pozycja                 |
| -------- | -------------- | ----------------------------------------- | ------------ | ------------ | ----------------------- | ----------------------- |
| IO 2004  | Ateny          | Karabin małokalibrowy, trzy pozycje, 50 m | 573          | 17.          | Nie zakwalifikowała się | Nie zakwalifikowała się |
| IO 2008  | Pekin          | Karabin pneumatyczny, 10 m                | 397          | 7. Q         | 495,7                   | 8.                      |
| IO 2008  | Pekin          | Karabin małokalibrowy, trzy pozycje, 50 m | 582          | 10.          | Nie zakwalifikowała się | Nie zakwalifikowała się |
| IO 2012  | Londyn         | Karabin pneumatyczny, 10 m                | 399          | 1. Q         | 502,2                   | srebro                  |
| IO 2012  | Londyn         | Karabin małokalibrowy, trzy pozycje, 50 m | 583          | 8. Q         | 681,9                   | 4.                      |
| IO 2016  | Rio de Janeiro | Karabin pneumatyczny, 10 m                | 409,1        | 40.          | Nie zakwalifikowała się | Nie zakwalifikowała się |
| IO 2016  | Rio de Janeiro | Karabin małokalibrowy, trzy pozycje, 50 m | 577          | 23.          | Nie zakwalifikowała się | Nie zakwalifikowała się |

### Mistrzostwa świata
2014
- karabin sportowy trzy postawy 3 × 20 strz. (drużynowo) – 1. miejsce (1717 pkt. – rekord świata)[3][4]

2006
- karabin sportowy trzy postawy – 2. miejsce

### Mistrzostwa Europy
2017
- karabin dowolny trzy postawy 300 m (drużynowo) – 2. miejsce

2015
- karabin dowolny trzy postawy 50 m (drużynowo) – 1. miejsce

2013
- karabin dowolny trzy postawy 300 m (drużynowo) – 2. miejsce[5]
- karabin dowolny leżąc 50 m (drużynowo) – 3. miejsce[5]
- karabin dowolny trzy postawy 50 m (drużynowo) – 3. miejsce[5]

2011
- karabin dowolny trzy postawy 300 m (drużynowo) – 2. miejsce

2008
- karabin pneumatyczny 10 m (drużynowo) – 2. miejsce

### Wojskowe mistrzostwa świata
2012
- karabin sportowy leżąc, 60 strzałów (drużynowo) – 1. miejsce[6]
- karabin sportowy trzy postawy, 3 × 20 strzałów (drużynowo) – 2. miejsce[7]
- karabin sportowy trzy postawy, 3 × 20 strzałów – 3. miejsce[8]

2010
- karabin sportowy leżąc, 60 strzałów (drużynowo) – 3. miejsce[9]

2008
- karabin 50 m, trzy postawy – 3. miejsce[10]

## Odznaczenia
- Złoty Krzyż Zasługi – 2013[11]
- Brązowy Medal „Siły Zbrojne w Służbie Ojczyzny” – 2014[12]
- Złoty Medal „Za zasługi dla obronności kraju” – 2013[13]
- Srebrna Gwiazda CISM za Zasługi Sportowe